# Hedyotis obscura
Hedyotis obscura är en måreväxtart som beskrevs av George Henry Kendrick Thwaites. Hedyotis obscura ingår i släktet Hedyotis och familjen måreväxter. Inga underarter finns listade i Catalogue of Life.